# Wenn der weiße Flieder wieder blüht (1929)
Wenn der weiße Flieder wieder blüht ist eine deutsche Stummfilmromanze aus dem Jahre 1929 von Robert Wohlmuth mit dem Schweden-Import Vera Schmiterlöw in der weiblichen Hauptrolle. Der Film wurde vom gleichnamigen Schlager aus der Feder von Franz Doelle (Musik) und Fritz Rotter (Text) inspiriert.

## Handlung
Wenn der weiße Flieder wieder blüht, dann herrscht Frühling und nicht nur die Blüten erstrahlen in voller Pracht, sondern auch die Gefühle zwischen den Geschlechtern schießen allenthalben ins Kraut. Doch nicht immer finden die Herzen, die sich zugehörig fühlen, zueinander. Manchmal steht das schnöde Geld bzw. der Mangel desselben dem entgegen. So auch im Fall von Else von Zandten: die junge Dame verfügt zwar über einen guten Namen und eine respektable Reputation, ist dafür aber notorisch pleite. 
Und so drängt ihr Vater dazu, nicht den geliebten Herzbuben Dr. Paul Horst zu ehelichen, sondern lieber auf den vermögenden Juwelier van der Gaarden auszuweichen, den Else zwar nicht liebt, der sie aber wenigstens ernähren kann. Am Vorabend der Hochzeit treffen sich die beiden Liebenden ein letztes Mal, um tränenreich voneinander Abschied zu nehmen. Als van der Gaarden erfährt, dass Elses Herz Paul gehört, verzichtet er edelmütig darauf, sie vor den Traualtar zu führen (auch wenn dadurch Elses finanzielles Problem wieder auf dem Tisch liegt). 

## Produktionsnotizen
Wenn der weiße Flieder wieder blüht entstand im April und Mai 1929 in den Studios von Geiselgasteig bei München, passierte die Filmzensur am 14. Juni 1929 und wurde elf Tage darauf in drei Berliner Kinos uraufgeführt. Die Länge des für die Jugend freigegebenen Siebenakters betrug 2937 Meter.
Der Film erhielt von der Bayerischen Lichtbildstelle das Prädikat „künstlerisch wertvoll“.
Fritz Sorg übernahm die Aufnahmeleitung. Ludwig Reiber entwarf die Filmbauten.

## Kritik
Die Kritik fand nur wenig lobende Worte für diese abgedroschene, laue Herz-Schmerz-Romanze. Nachfolgend zwei Beispiele:

„Der ungewöhnlich gut und witzig photographierte Film (Franz Koch) verführte uns zunächst mit einem tollen Geblüh von Fröhlingswiesen, von Obstgärten, von blühenden Zweigen … Dazwischen blühte silberblond Vera Schmiterlöw, sehr reizend durch Kunst und Natur. (…) Das Spielchen wickelte sich angenehm und flüssig unter der Regie von Robert Wohlmuth ab, Gaston Jacquet, als Stiefbruder von Menjou, bot sogar eine bemerkenswerte Leistung.“

„Auch diesmal nur eine kitschig-sentimentale Liebesgeschichte, deren konstruierte Verlogenheit dadurch nicht gemildert ward, daß die weiße Fliedermaid sich als Näherin ausgibt. Am erfreulichsten waren noch die einleitenden Naturaufnahmen. (…) Vera Schmiterlöw kopierte nur Greta Garbo und bewies keine eigene Begabung“